# Seznam členů jedenáctého Knesetu
Tento článek je seznam členů 11. Knesetu, který byl zvolen v volbách do Knesetu 23. července 1984. Jeho funkční období trvalo až do zvolení následujícího (dvanáctého) Knesetu v roce 1988.
120 členů jedenáctého Knesetu bylo rozděleno podle stranické příslušnosti následovně:
- 44 mandátů Ma'arach
- 41 mandátů Likud
- 5 mandátů Techija
- 4 mandáty Mafdal
- 4 mandáty Chadaš
- 4 mandáty Šas
- 3 mandáty Šinuj
- 3 mandáty Rac
- 3 mandáty Jachad
- 2 mandáty Progresivní kandidátka za mír
- 2 mandáty Agudat Jisra'el
- 2 mandáty Moraša
- 1 mandát Tami
- 1 mandát Kach
- 1 mandát Omec

## Seznam poslanců
- poslanecký klub Ma'arach

Amir • Amora'i (pak Sebag) • Arad • Arbeli-Almozlino • Arci (odešel do Šinuj) • Bar Lev • Bar'am • Ben Me'ir • Caban (odešel do Mapam) • Cur • Darávaša (odešel do Arab. dem. str.) • Dinic (pak Gil) • Eban • Edri • Granot (odešel do Mapam) • Grossman (odešla do Mapam) • Gur • Hakohen • Harel (pak Šochat) • Hilel • Chariš • Ja'akobi • Kac-Oz • Kesar • Liba'i • Lin • Nachmi'as • Namir • Navon • Nechemkin • Peres • Perec • Rabin • Ramon • Raz • Sarid (odešel do Rac) • Sartani (odešla do Mapam) • Šachal • Šalom • Šem-Tov (odešel do Mapam) (pak Jaciv) • Solodar • Speiser • Vatad (odešel do Mapam, pak do Chadaš) • Weiss
- poslanecký klub Likud

Arens • Aridor • Ben Elisar • Dekel • Doron • Ejtan • Eli • Gadot • Glazer-Ta'asa • Goldstein • Gruper • Kacav • Kaufman • Kohen-Avidov • Kohen-Orgad • Kohen • Korfu • Kulas • Landau • Levy • Lin • Magen • Maca • Meridor • Milo • Moda'i • Nasruddín • Nisim • Olmert • Pat • Reisser (pak Mor) • Seiger (pak Šam'aj) • Šalita • Šamir • Šarir • Šaron • Šilansky • Šítrit • Šostak • Tichon • Weinstein
- poslanecký klub Techija

Ejtan (odešel mezi nezařazené, pak Comet) • Kohen • Ne'eman • Šafat • Waldman
poslanecký klub Národní náboženská strana
Burg • Danino • Hammer • Šaki
- poslanecký klub Chadaš

Biton • Túbí • Vilner • Zi'ad
- poslanecký klub Šas

Ben Šlomo (odešel mezi nezařazené) • Josef • Perec • Pinchasi
- poslanecký klub Šinuj

Ataší • Rubinstein • Viršubski (odešel do Rac)
- poslanecký klub Rac

Aloni • Bar On (pak David Zucker) • Kohen
- poslanecký klub Jachad

Amar (sloučeno s Ma'arach) • Ben Eliezer (sloučeno s Ma'arach) • Weizman (sloučeno s Ma'arach)
- poslanecký klub Progresivní kandidátka za mír

Míárí • Peled
- poslanecký klub Agudat Jisra'el

Poruš • Šapira
- poslanecký klub Moraša

Drukman (odešel do Nár. nábož. str.) • Verdiger
- poslanecký klub Kach

Kahane
- poslanecký klub Tami

Abuchacira (sloučeno s Likudem)
- poslanecký klub Omec

Hurvic (sloučeno s Likudem)
- poznámka:

abecední řazení, nikoliv podle pozice na kandidátní listině